# Cinnamomum yabunikkei
Cinnamomum yabunikkei är en lagerväxtart som beskrevs av Hideaki Ohba. Cinnamomum yabunikkei ingår i släktet Cinnamomum och familjen lagerväxter. Inga underarter finns listade i Catalogue of Life.